# Route nationale 34 (Argentine)
Pour les autres articles nationaux ou selon les autres juridictions, voir Route nationale 34.

Le trajet de RN 34 argentine

La Ruta Nacional 34 est une route argentine, qui réunit les provinces de Santa Fe, de Santiago del Estero, de Salta et de Jujuy. Elle s'étend sur quelque 1 488 km de route totalement asphaltée.
La route va des boulevards de ceinture de Rosario jusqu'au pont international sur la Quebrada de Yacuiba, à la frontière bolivienne, dans la ville de Profesor Salvador Mazza, après avoir traversé la ville d'Aguaray.